# Benzoesyre
Benzoesyre er en organisk kemisk forbindelse og et naturligt konserveringsmiddel. Benzoesyre består af  en aromatisk ring hvorpå der sidder en carboxylsyre. Tyttebær og Tranebær indeholder benzoesyre.